# NGC 4783
NGC 4783 is een elliptisch sterrenstelsel in het sterrenbeeld Raaf. Het hemelobject werd op 27 maart 1786 ontdekt door de Duits-Britse astronoom William Herschel.

## Synoniemen
- MCG -2-33-51
- VV 201
- 3C 278
- PGC 43926